# Faro (bier)
Faro is een bier gebaseerd op lambiekbier uit de Zennevallei, waarin ook Brussel is gelegen, en met name uit het Pajottenland. Faro werd oorspronkelijk verkregen door lambiekbier te vermengen en door kandijsuiker toe te voegen. Hierdoor heeft faro een zoet-zurige smaak. Het alcoholpercentage van het bier ligt laag: tussen de 4,5 en 5,5 procent.

## Geschiedenis
Het bier faro wordt voor het eerst genoemd in een Brusselse context in het jaar 1775.
Vanaf 1885 werd faro minder populair door het gebruik van lambiek van mindere kwaliteit; de lambiek met de beste kwaliteit werd gebruikt voor het steeds populairder wordende geuzebier. De populariteit van faro daalde verder na de Eerste Wereldoorlog, omdat ter vervanging van kandij sacharine werd gebruikt en omdat de pilsbieren sterk opkwamen. Vanaf het begin van de jaren zeventig kwam er terug enige interesse voor faro. In de jaren 2000 is er een toename van de interesse, kaderend in een algemeen succes van streekproducten. Toch blijft de faroproductie slechts marginaal tegenover de totale bierproductie in België: in 2013 vertegenwoordigde faro 0,03% van de bierproductie. Het is vooral gekend bij Franstaligen: 40% van de consumenten is Franstalig (vooral Brussel, Wallonië en Noord-Frankrijk).
Faro is een door Europa erkende en beschermde gegarandeerde traditionele specialiteit. Voordien was het door het Vlaams Centrum voor Agro- en Visserijmarketing (de VLAM) reeds erkend als streekproduct.

## Trivia
- Eind 19e, begin 20ste eeuw zongen de kinderen uit Mechelen:

't gaat regenen, 't gaat regenen, 't gaat regenen dat het giet, en als wij geene faro hebben dan drinken wij lambiek.
- De dichter Baudelaire was niet te spreken over de smaak van faro en schreef in zijn Pauvre Belgique! (1864):

De faro wordt uit de grote latrine, de Zenne, getapt. Deze drank wordt dus uit de uitwerpselen van de stad bereid en zo drinkt Brussel sinds eeuwen zijn eigen urine.
In zijn gedicht Opinion de M. Hetzel sur le faro uit de bundel Amoenitates Belgicae herhaalt Baudelaire zijn klacht:
Het is tweemaal gedronken bier.
- De Ierse nationalist Eugene Davis raadde in zijn reisverhaal "Souvenirs of Irish Footprints Over Europe" (1888) Faro aan aan zijn lezers:

To any thirsty visitor who may find himself perspiring on a sultry day in the streets of Louvain I would recommend a foaming glass of 'Faro'.
- W.M. Thackeray vermeldt het bier in zijn roman Vanity Fair uit 1848 (hoofdstuk XXX):He was loitering in spirit on the banks, and examining the barges sailing slowly under the cool shadows of the trees by the canal, or refreshing himself with a mug of Faro at the bench of a beer-house on the road to Laeken.